# لون مفهرس

صورة ذات ألوان مفهرسة. في الأعلى رقم عنوان اللون لكل بكسل في الصورة، في الوسط لوحة الألوان عليها عنوان كل لون، وفي الأسفل الصورة ملونة.

في الحوسبة، نظام اللون المفهرس Indexed color هو أسلوب لتنظيم عرض الصور بشكل مبسط بتقليل جودتها وذلك لتقليل حجمها لتسهل عملية تخزينها، وهو يعتبر نظام لترتيب ألوان الصور الرقمية بطريقة معينة بحيث توفر ذاكرة الحاسوب وتصغر حجم الملف مع تسريع عملية الإظهار والتحديث للصور.
وبما أن اللون المفهرس يقلل حجم الصور ويسهل ويسرع من عرضها فهو يستخدم بكثرة على الويب لتفادي التحميل البطيء للصور المخزنة باستخدام تقنية الـ النموذج اللوني أحمر أخضر أزرق ذات الجودة والحجم العالي.

## آلية عمل النظام
وتتمثل آلية عمل هذه التقنية عند ترميز الصور بها فإن معلومات الألوان لاتحفظ بشكل مباشر في كل نقطة ضوئية (بكسل) بل تخزن في مكان منفصل يدعى لوحة الألوان  Color Palette ، وهي عبارة عن مصفوفة ألوان بحيث يكون لكل لون رقم معين ومكان معين في المصفوفة. وبهذا لا يحتوي كل بكسل المعلومات الكاملة عن اللون بل فقط عنوان اللون في لوحة الألوان.
في الصورة إلي اليسار تجد أن كل درجة لون لها ترقيم معين كما يتضح، يتم برمجة ألوان النقاط الضوئية المكونة للصورة (بكسلs) عن طريق تسجيل رقم أقرب لون للون الأصلي من لوحة الألوان Color Palette، وهكذا مع كل نقطة ضوئية (بكسل) حتى يتم ترقيم الصورة بهذا الشكل الظاهر؛ هذه الطريقة مشابهة كثيراً لنظام الترقيم الثنائي Binary Number System في عالم الإلكترونيات بالبرمجة بأرقام 0,1.
تعرف الألوان في هذه الحالة باسم الألوان الغير مباشرة Indirect Colors أو الألوان الكاذبة Pseudo-colors ، لأن الصورة تظهر بألوان ليست هي الألوان الأصلية المكونة لها ولكن تم تحويل كل لون إلى اللون الأقرب له في لوحة الألوان المفهرسة التي لا تحتوي إلا على 256 لون فقط.
نظام اللون المفهرس Indexed Color يحتوي على 256 لون وبالتالي فهو يعتمد على البعد اللوني 8-bit، مع ملاحظة أن هناك اختلاف في لوحة الألوان Color Palette الخاصة بنظام التشغيل مايكروسوفت ويندوز عن نظام التشغيل ماكنتوش.

## يمكن حفظ الصور الخاصة بنظام Indexed Color بهذه الصيغ
بي إم بي، DICOM, جي آي إف، Photoshop EPS, PSB, PCX, Photoshop نسق المستندات المنقولة، Photoshop Raw, أدوبي فوتوشوب 2.0, PICT, بي إن جي، Targa®, or تيف formats.
إلا أنه تعتبر أشهر صيغة لهذا النظام هي جي آي إف؛ حيث أن البرنامج يقوم بتحويل مباشرة لنظام Indexed عند الحفظ، حتى وإن كان النظام المستخدم ليس كذلك، ولذلك تلاحظ أن جميع صور الأنيميشن الخاصة ببرنامج الفوتوشوب جودتها أقل من العمل الأصلي لأنها تحول إلى gif وبالتالي تتبع نظام Indexed Color وبالتالي تصبع الألوان فيه غير مباشرة وتابعة للوحة الألوان Color Palette.